# UCI Coupe des Nations Juniors 2021
L'UCI Coupe des Nations Juniors 2021 est la 14e édition de l'UCI Coupe des Nations Juniors. Elle est réservée aux cyclistes de sélections nationales de moins de 19 ans (U19). Elle est organisée par l'Union cycliste internationale. 
Plusieurs épreuves comme Paris-Roubaix juniors, Gand-Wevelgem juniors, le Trophée Centre Morbihan, le Tour du Pays de Vaud et le Tour de l'Abitibi sont annulées ou organisées hors de la Coupe des Nations.

## Résultats

### Épreuves
| Date                   | Épreuve                                           | Pays      | Vainqueur          | Deuxième                | Troisième         | Leader (nations) |
| ---------------------- | ------------------------------------------------- | --------- | ------------------ | ----------------------- | ----------------- | ---------------- |
| 3 mars                 | Championnat d'Afrique du contre-la-montre juniors | Égypte    | Pedri Crause       | Etienne Tuyizere        | Justin Chesterton | Afrique du Sud   |
| 5 mars                 | Championnat d'Afrique sur route juniors           | Égypte    | Etienne Tuyizere   | Mohammed Najib Sanbouli | Samuel Niyonkuru  | Rwanda           |
| 20-22 août             | One Belt One Road Nation's Cup Hungary            | Hongrie   | Per Strand Hagenes | Stian Fredheim          | Madis Mihkels     | Norvège          |
| 26-29 août             | Course de la Paix juniors                         | Tchéquie  | Per Strand Hagenes | Emil Herzog             | Cian Uijtdebroeks | Norvège          |
| 8 septembre            | Championnat d'Europe du contre-la-montre juniors  | Italie    | Alec Segaert       | Cian Uijtdebroeks       | Eddy Le Huitouze  | Norvège          |
| 10 septembre           | Championnat d'Europe sur route juniors            | Italie    | Romain Grégoire    | Per Strand Hagenes      | Lenny Martinez    | Norvège          |
| 21 septembre           | Championnat du monde du contre-la-montre juniors  | Belgique  | Gustav Wang        | Joshua Tarling          | Alec Segaert      | Norvège          |
| 24 septembre           | Championnat du monde sur route juniors            | Belgique  | Per Strand Hagenes | Romain Grégoire         | Madis Mihkels     | Norvège          |
| 30 septembre-3 octobre | Saarland Trofeo                                   | Allemagne | Trym Brennsæter    | Moritz Kärsten          | Maxence Place     | Norvège          |

### Classement par nations
| #  | Pays      | Pts. |
| -- | --------- | ---- |
| 1  | Norvège   | 208  |
| 2  | Belgique  | 110  |
| 3  | France    | 88   |
| 4  | Autriche  | 68   |
| 5  | Allemagne | 62   |
| 6  | Danemark  | 56   |
| 7  | Estonie   | 55   |
| 8  | Italie    | 36   |
| 9  | Pologne   | 34   |
| 10 | Espagne   | 33   |